# Lošonec
Lošonec é um município da Eslováquia, situado no distrito de Trnava, na região de Trnava. Tem 23,71 km² de área e sua população em 2019 foi estimada em 563 habitantes.

## Demografia
| Ano:        | 1994 | 2004   | 2014   | 2024    |
| ----------- | ---- | ------ | ------ | ------- |
| Broj ljudi: | 543  | 522    | 505    | 607     |
| Razlika:    |      | -3,86% | -3,25% | +20,19% |

| Ano:               | 2023 | 2024   |
| ------------------ | ---- | ------ |
| Número de pessoas: | 606  | 607    |
| Diferença:         |      | +0,16% |